# Sabino de Santa Rosa
Sabino de Santa Rosa är en ort i Mexiko.   Den ligger i kommunen Valle de Santiago och delstaten Guanajuato, i den centrala delen av landet, 230 km nordväst om huvudstaden Mexico City. Sabino de Santa Rosa ligger 1 720 meter över havet och antalet invånare är 759.
Terrängen runt Sabino de Santa Rosa är platt åt nordost, men åt sydväst är den kuperad. Terrängen runt Sabino de Santa Rosa sluttar norrut. Runt Sabino de Santa Rosa är det ganska tätbefolkat, med 111 invånare per kvadratkilometer. Närmaste större samhälle är Salamanca, 18,7 km norr om Sabino de Santa Rosa. Trakten runt Sabino de Santa Rosa består till största delen av jordbruksmark.